# Streptomyces
Streptomyces su najveći rod aktinobakterija, i tip roda iz familije Streptomycetaceae. Preko 500 vrsta Streptomyces bakterija je poznato. Kao i druge aktinobakterije, streptomicete su Gram-pozitivne, i imaju genome sa visokim GC sadržajem. One se predominantno nalaze u zemljištu i truloj vegetaciji. Većina streptomiceta proizvodi spore, i prepoznatljive su po njihovom karakterističnom zadahu zemljišta, koji je posledica produkcije isparljivog metabolita, geosmina.
Streptomycetes su karakteristične po kompleksnom sekundarnom metabolizmu. One proizvode preko dve trećine klinički korisnih antibiotika prirodnog porekla (npr., neomicin i hloramfenikol). Streptomicin, koji se retko koristi u današnje vreme, je dobio ime po rodu Streptomyces. Streptomicete su retko patogene, mada ljudske infekcije, kao što je micetoma, mogu da uzrokuju  i , a biljne infekcije , ,  i .

## Literatura
- Kämpfer P (2006). „The Family Streptomycetaceae, Part I: Taxonomy”. The prokaryotes: a handbook on the biology of bacteria (Dworkin, M et al., eds.). Berlin: Springer. стр. 538—604.  0-387-25493-5.
- Baumberg S (1991). Genetics and Product Formation in Streptomyces. Kluwer Academic. ISBN 978-0-306-43885-1.
- Gunsalus IC (1986). Bacteria: Antibiotic-producing Streptomyces. Academic Press. ISBN 978-0-12-307209-2.
- Hopwood DA (2007). Streptomyces Some current Streptomyces Research & Methods / Protocols / Resourcesin Nature and Medicine: The Antibiotic Makers. Oxford University Press. ISBN 978-0-19-515066-7.
- Dyson P, ур. (2011). Streptomyces: Molecular Biology and Biotechnology. Caister Academic Press. ISBN 978-1-904455-77-6.

## Spoljašnje veze
- [https://web.archive.org/web/20110430014526/http://avermitilis.ls.kitasato-u.ac.jp/
- [http://www.sanger.ac.uk/Projects/S_coelicolor/